# Jordanoleiopus feai
Jordanoleiopus feai är en skalbaggsart som beskrevs av Stefan von Breuning 1955. Jordanoleiopus feai ingår i släktet Jordanoleiopus och familjen långhorningar. Inga underarter finns listade i Catalogue of Life.